# Slag om Metz
De Slag om Metz was een veldslag tussen de geallieerden en Duitsers tijdens de Tweede Wereldoorlog. Het vond plaats in de stad Metz, Noord-Oost Frankrijk, na Operatie Neptune. De aanval op de stad door het Amerikaanse Derde Leger kreeg zware tegenstand van het verdedigende Duitse leger, waarbij aan beide zijden veel dodelijke slachtoffers vielen. De strijd duurde een aantal weken en het militaire bolwerk in Metz werd vóór het einde van november 1944 veroverd door het Amerikaanse leger. Aan het eind van het gevecht gaf het overgebleven Duitse leger zich gewonnen en de geallieerden zegevierden.

## Achtergrond
Metz was een zwaar bewaakte stad, gelegen tussen de rivieren de Moezel en de Seille. Het militaire bolwerk in Metz heeft verschillende vestingen en observatieposten met aansluitende loopgravenstelsels en tunnels. De stad viel in Duitse handen toen Frankrijk in 1940 werd bezet. Na de val van Frankrijk, werd de stad onmiddellijk toegevoegd aan het Derde Rijk. De meeste hoogwaardigheidsbekleders van de nazi's namen aan dat het voor de hand lag dat Metz, waar veel Duitse legerofficieren waren geboren een Duitse stad was. De Wehrmacht beschouwde het toen niet als een belangrijke locatie en de verdediging van de stad werd ingekort en de wapenuitrusting verwijderd.
Het door Duitsland bezette grondgebied werd al snel door de geallieerden benaderd na Operatie Neptune. Metz werd een belangrijke locatie voor het Duitse commando om de verdediging te organiseren en er werd een poging gedaan de aanval van de geallieerden tegen te houden. Tegen eind augustus 1944 was het de Duitsers gelukt deze aanval onder controle te krijgen en het pas ingevoerde Derde Leger van Amerika werd tegengehouden door de Duitse verdediging, wat resulteerde in een tijdelijke stop van militaire acties aan het Westelijk Front. Volgens een bevel dat in maart 1944 door Hitler was uitgegeven, kregen de vestingcommandanten de opdracht hun forten indien nodig omsingeld te houden, maar alleen met de goedkeuring van de Führer. Begin september werd het Metz aangeraden deze opdracht op te volgen toen het Derde Leger, onder leiding van generaal George Patton, Verdun had bereikt en zich opstelde om het Duitse gebied Saarland te bedreigen. Door deze strategie kreeg het Duitse commando meer tijd om de Westwall te versterken. De verdediging werd door het Duitse Eerste Leger uitgevoerd aangevoerd door commandant Otto von Knobelsdorff. Het aantal Duitse troepen dat in Metz gepositioneerd waren stond gelijk aan vierenhalve divisies.

## Gevecht

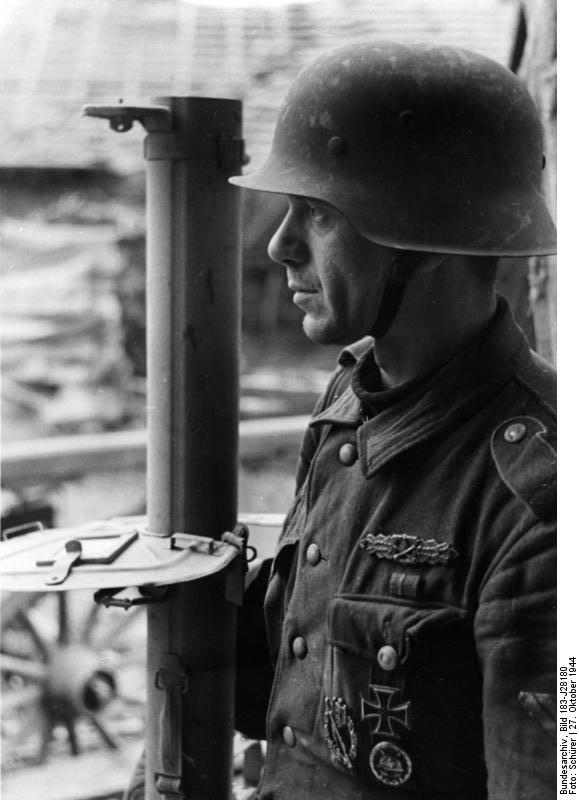
Duitse grenadier met Panzerschreck, op 27 oktober 1944, nabij Metz

De Gepantserde cavalerie, onderdeel van het Amerikaanse "Twintigste Corps" (XX Corps), maakte op 6 september 1944 contact met de onderdelen van de zeventiende Waffen-SS van de Pantzergrenadier Divisie, tijdens een verkenningsoperatie richting de Moezel. Pantseronderdelen maakten op 18 september weer contact met de Amerikaanse verkenningsoperatie-eenheden. De Amerikaanse krijgsmacht hadden de Duitse krijgsmacht niet in de buurt verwacht en moesten hun eenheden, die verspreid waren, weer bijeen brengen. Verscheidene kleine aanvallen werden door de Amerikaanse krijgsmacht uitgevoerd na deze onverwachte ontmoeting.
De eerste aanval werd begonnen door de Amerikaanse "Vijfde Infanterie Divisie" (deze werd actief op 2 oktober 1939 onder bevel van Brigadier Generaal Campbell Hodges), waarin men probeerde een bruggenhoofd ten noorden van Metz te veroveren. Deze aanval werd door de Duitse krijgsmacht afgeweerd, met als gevolg wéér een aanval op de stad. Bij een volgende aanval wist de Amerikaanse krijgsmacht een stukje bruggenhoofd te veroveren ten zuiden van Metz.

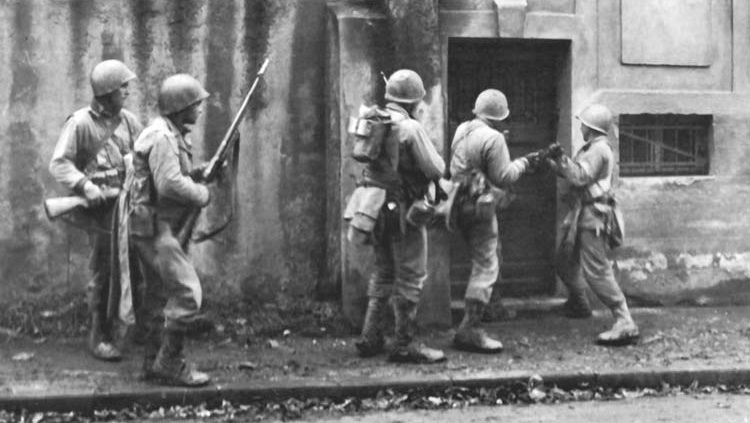
Troepen van de Vijfde Infanterie Divisie nemen huis na huis in, op 19 november 1944.

Tegen het eind van september werd de Duitse krijgsmacht, die ten noorden van Metz gelegerd was, overgeplaatst naar het zuidelijk gebied. Een aantal troepen hadden zich al teruggetrokken uit Metz. Na deze nieuwe ontwikkeling pleegde het Amerikaanse Twaalfde Corps een nieuwe aanval, maar deze werd door de Duitsers tegengehouden. In de daarop volgende twee weken hield de Amerikaanse krijgsmacht zich enkel nog bezig met kleine aanvallen en patrouilles in de buurt van Metz. Gedurende deze tijd onderging het Twintigste Corps een trainingsprogramma, waarbij geëxperimenteerd werd met methodes om de verdediging van het fort in te krimpen. Het Amerikaanse commando besloot om Metz via de achterhoede vanuit het zuiden aan te vallen.
De Amerikaanse krijgsmacht begon op 3 november een nieuwe aanval, met als resultaat dat de buitenste verdediging gevangen werd genomen met behulp van de tactieken ontwikkeld tijdens het trainingsproces. Op 14 november werd generaal-luitenant Heinrich Kittel aangewezen als de nieuwe commandant van de Duitse krijgsmacht. Rond 17 november wisten de Amerikanen een groot deel van de forten in Metz af te sluiten en de stad aan te vallen. Ze vielen op 18 november de stad binnen. Op 21 november raakte Heinrich Kittel gewond en werd vervolgens door de Amerikanen gevangengenomen. Ook al was de stad dan door de Amerikanen bezet en officieel op 22 november door hen bevrijd, de resterende geïsoleerde forten in Metz hielden stand. De Duitsers trokken zich op 17 november terug en werden nog twee dagen nagejaagd door de Amerikanen.

## Nasleep
Een directe aanval op de forten die stand hielden was verboden om artillerie-munitie te sparen voor het Tiende Corps dat de Saar benaderde. Maar de geïsoleerde forten in Metz werden vervolgens toch omsingeld, gevolgd door de omsingeling van het fort in Verdun op 26 november. Tegen eind november weigerden de verdedigers van enkele forten nog steeds toe te geven. Op 13 december werd het laatste fort in Metz, de Jeanne d'Arc, omsingeld.
Hoewel de Duitse krijgsmacht in dit gevecht werd verslagen, kon het toch het toekomstige doel van het Duitse commando dienen om de omvang van de oprukkende geallieerden te doen aarzelen. Het stelde de Duitsers in staat zich op een georganiseerde manier terug te trekken richting de Saar en zich te verdedigen.